# Рыбалко, Константин Иванович
Константин Иванович Рыбалко (8 января 1879, Варшава — неизвестно, СССР) — русский военный деятель, участник Русско-японской, Первой мировой, Гражданской и Великой Отечественной войн, начдив 14-й стрелковой дивизии РККА, начальник военной кафедры Саратовского юридического института, командир Саратовской стрелковой дивизии народного ополчения.

## Биография
Уроженец г. Варшавы, общее образование получил в ремесленном училище цесаревича Николая, затем выдержал экзамен на офицерский чин в С.-Петербургском пехотном юнкерском училище.
- 1904—1905 годы — участие в Русско-японской войне.
- С 1914 года — участник Первой мировой войны в составе 92-го Печорского полка.
- 5 мая 1915 года — ранен.
- 15 мая 1915 года — контужен.
- 17 июня 1915 года — повторно ранен, но остался в строю.
- февраль — октябрь 1917 года — командир полка в составе 188-й пехотной дивизии.
- 14 октября — 15 ноября 1919 года, 2 декабря — 28 декабря 1919 года — начдив 14-й стрелковой дивизии Рабоче-крестьянской Красной армии.
- В 1930-е годы — старший преподаватель военной кафедры Саратовского государственного университета, полковник[1].
- до июля 1942 года — начальник военной кафедры Саратовского юридического института.
- 9 июля 1941 года — февраль 1942 года — командир Саратовской стрелковой дивизии народного ополчения.

## Чины и звания
- прапорщик (2.10.1901)
- подпоручик (28.10.1905);
- поручик (4.02.1912);
- штабс-капитан (10.12.1915);
- подполковник (11.12.1916);
- майор (после 1918);
- полковник (1930-е)

## Награды
- Орден Святой Анны 3-й степени с мечами и бантом[2];
- Орден Святого Станислава 3-й степени с мечами и бантом[3];
- Орден Святого Станислава 2-й степени с мечами[4];
- Орден Святой Анны 2-й степени с мечами[5];
- Орден Святой Анны 4-й степени с надписью «За храбрость»[6];
- Орден Святого Владимира 4-й степени с мечами и бантом[7];
- Георгиевское оружие[8]